# Heilig-Kreuz-Kirche (Aleppo)

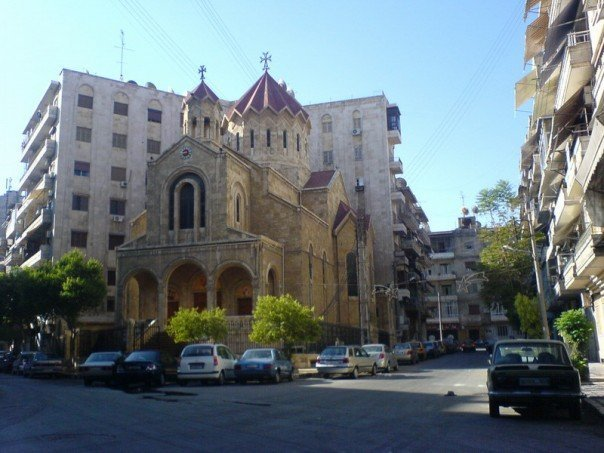
Heilig-Kreuz-Kirche
كنيسة الصليب المقدس

Die Kirche zum Heiligen Kreuz (armenisch Սուրբ Խաչ, Surb khach, arabisch كنيسة الصليب المقدس) ist eine armenisch-katholische Kirche an der Addou'ali-Straße im Viertel Ourouba (nahe Aziziyeh) der syrischen Stadt Aleppo.
Die Einweihung der Heilig-Kreuz-Kirche fand am 24. April 1993 statt, dem Gedenktag zum Völkermord an den Armeniern 1915 im Osmanischen Reich.
Die Heilig-Kreuz-Kirche ist das Bauwerk des Aleppiner Architekten armenischer Abstammung, Sarkis Balmanougian.
Seit dem April 2010 ist Nerses Zabbarian der Gemeindepriester der Heilig-Kreuz-Kirche.
Die Heilig-Kreuz-Kirche ist nicht die einzige armenisch-katholische Kirche Aleppos. Im christlichen Viertel al-Dschudaide steht die 1832 fertiggestellte armenisch-katholische Kathedrale Unserer Mutter der Erlösung.